# 鄭淑麗
鄭淑麗（1954年4月13日—）是台灣多媒體藝術家，創作領域包括網路裝置藝術、錄像與電影製作。她的作品帶有強烈性積極女性主義與酷兒色彩，探討性愛、身體、網路與現代社會等等的關聯。

## 生平
鄭淑麗畢業自國立台灣大學歷史學系，而後赴美國紐約大學修讀電影研究所，1980年代便開始在紐約創作，1990年代開始將創作與網路結合，發起數個網路藝術計劃。1998年以後，她離開紐約，開始在世界各地創作，目前她旅居於法國巴黎。
2000年，她赴日本完成《I.K.U.》，影片以跨媒體呈現科幻的實驗風格，探討日本的色情電影脈絡以及色情政治。2017年，她完成第三部長片作品《體液ø》，在第67屆柏林影展電影大觀單元中首映，全片再度用科幻式酷兒風格，探討近未來後愛滋時代的政府監控。

## 作品

### 互動裝置
- 1989:《綜藝洗衣機》(Color Schemes)

是1990年在紐約惠特尼美術館展出的三螢幕互動裝置，探討不同種族的人們對美國文化中族裔刻板印象的複雜反應。
- 1998-99: 《布蘭登》（Brandon）

《布蘭登》是一個網路計畫，探討性別流動與科技身體如何行動於公共與網路空間。計畫以布蘭登·蒂納命名，他是一位跨性別人士，在1993年被強暴並殺害。《布蘭登》是古根漢美術館第一件委託製作的網路作品。藉由布蘭登·蒂納的生命故事以實驗性的手法傳達性別與身份的認同在當代社會的模糊性與流動性。
不過當網頁瀏覽器隨著時間更新，《布蘭登》已經無法正確地顯示。在2017年，這件作品由古根漢修復保存部門與紐約大學資訊科學系聯合組成的聯合單位進行數位修復，並且重新開放瀏覽。《布蘭登》被收錄在 Rhizome 的網路藝術選集，該選集收錄一百件重要的網路藝術作品。
- 2001-2012: 《寄物櫃嬰孩創作計畫》（Locker Baby Project）

《寄物櫃嬰孩創作計畫》是一個由人類互動觸發的聲音影像裝置，場景設定在2030年。一家跨國企業「桃莉波麗基因轉殖公司」製造複製嬰孩，複製嬰孩掌握解開記憶與情感合成網絡的關鍵。這個計畫分做三部分進行。
1. 〈BABY PLAY〉（2001）的介面則是超大型桌上足球（table football），對面的22位足球員是真人版大小的複製嬰孩。球的軌跡會觸發存放在不同寄物櫃中的 ME-data (包含文字與聲音)
2. 〈BABY LOVE〉（2005）包含六個大型茶杯裝置與六個複製嬰孩，每個茶杯包含自動駕駛的裝置並且可以改變控制方向與速度，每個嬰孩內裝有 Mac-mini 連結到無線網路，可對網路上的流行情歌資料庫歌曲進行混音。
3. 〈BABY WORK〉（2012）引導觀眾是空間中收集並且重新排列鍵盤字母，成為一個集體創作的聲音表演。

### 短片
- 1993:《魚水之歡》(Sex Fish)
- 1994:《保齡之性》(Sex Bowl)
- 1995:《指與吻》(Fingers and Kisses)
- 1995:《與妻訣別記》(Coming Home)
- 2005: LOVEME 2030

### 劇情長片
- 1994:《鮮殺》(Fresh Kill)
- 2000:《I.K.U.》(I.K.U.)

開頭諧擬《銀翼殺手》，整片怪誕詭譎且桀驁乖張，為鄭淑麗的代表作之一。
- 2017:《體液ø》(Fluidø)

## 檔案
鄭淑麗紙本檔案目前收藏於紐約大學費爾斯圖書管與珍本收藏。包含了鄭淑麗1989至2007年間的影像片段，攝影，手繪草圖，媒體曝光，裝置物間，展覽手冊與物件檔案等。

## 2019 威尼斯雙年展
鄭淑麗代表台灣參加 2019 威尼斯雙年展。她是第一位在台灣館個展的女性藝術家。將根據台灣館所在場地普里奇歐尼宮邸曾作為監獄的歷史限地創作。展覽將由哲學家保羅‧普雷西亞多策展，以多重介面的沉浸式裝置作品，探討在當代社會中各式應用於禁錮及控制的科技，從實質的身體監禁以至於無所不在的監視器環伺下形成的監控系統。

## 外部連結
- 鄭淑麗在互联网电影资料库（IMDb）上的資料（英文）
- 《布蘭登》（页面存档备份，存于）.